# Лясек (Отвоцький повіт)
Лясек (пол. Lasek) — село в Польщі, у гміні Целестинув Отвоцького повіту Мазовецького воєводства.
Населення — 72 особи (2011).
У 1975-1998 роках село належало до Варшавського воєводства.

## Демографія
Демографічна структура станом на 31 березня 2011 року:
|          | Загалом | Допрацездатний вік | Працездатний вік | Постпрацездатний вік |
| -------- | ------- | ------------------ | ---------------- | -------------------- |
| Чоловіки | 29      | 3                  | 23               | 3                    |
| Жінки    | 43      | 7                  | 21               | 15                   |
| Разом    | 72      | 10                 | 44               | 18                   |